# Le Rempart des béguines
Pour plus de détails, voir Fiche technique et Distribution.
Le Rempart des béguines est un film franco-italien réalisé par Guy Casaril, sorti en 1972. 
Le film est une adaptation du roman du même nom de Françoise Mallet-Joris, publié en 1951.

## Synopsis
Hélène, une jeune fille, découvre que son père a une maîtresse. Aiguisée par la curiosité, elle met le pied dans un engrenage compliqué...

## Fiche technique
- Titre : Le Rempart des béguines
- Réalisateur : Guy Casaril
- Assistant : Patrick Bureau
- Scénario : Guy Casaril, d'après le roman de Françoise Mallet-Joris
- Dialogues : Françoise Mallet-Joris
- Photographie : Andréas Winding
- Son : René Longuet
- Décors : François de Lamothe
- Costumes : Jacques Fonteray
- Montage : Louisette Hautecoeur
- Musique : Michel Delpech et Roland Vincent
- Production : Paris Film Production - Antheo Cinematografica
- Pays :  France  Italie
- Durée :  90 minutes
- Date de sortie : 20 septembre 1972

## Distribution
- Anicée Alvina : Hélène Noris
- Nicole Courcel : Tamara Soulerr
- Venantino Venantini : Max Villar (VF : Daniel Ceccaldi)
- Jean Martin : René Noris, le père d'Hélène
- Ginette Leclerc : Nina
- Harry-Max : le grand-père
- Yvonne Clech : Madame Périer
- Élizabeth Teissier : Puck (créditée Elisabeth Tessier)
- Clément Michu : Howard
- Axelle Abbadie : Madeleine
- Nadia Barentin : Julia
- Janine Mondon : l'institutrice